# José Gálvez Moreno
José Miguel Gálvez Moreno (Tarma, 17 de febrero de 1850 - Lima, 29 de abril de 1894), fue un marino y político peruano. Héroe de la guerra del Pacífico.

## Biografía
Fue hijo del ilustre celendino José Gálvez Egúsquiza (político y héroe del combate del Dos de Mayo del Callao) y de la matrona tarmeña Ángela Moreno y Maíz. 
Tras cursar estudios en el Colegio Guadalupe, ingresó a la Escuela Naval y se recibió de guardiamarina en 1865. Presto servicio en la fragata América y luego en la fragata Apurímac, a bordo de la cual luchó en el combate de Abtao, siendo promovido a alférez de fragata en abril de 1866. 
Después del combate del 2 de mayo, asistió al reconocimiento de los restos de su padre, logrando identificarlos. Poco después dejó el servicio y pasó a estudiar en el extranjero. Se reincorporó en octubre de 1870 y completó sus estudios en la Escuela Naval. En junio de 1871 pasó a servir en la corbeta Unión. En octubre de 1872 viajó a Inglaterra como miembro de la comisión encargada de supervisar la construcción de las cañoneras Chanchamayo y Pilcomayo.
Debido a la crisis que atravesaba por entonces la marina peruana, Gálvez ofreció sus servicios a la Armada Británica y fue aceptado. Intervino en numerosas acciones bélicas, en las que se distinguió. Pero solicitó su baja al iniciarse la Guerra del Pacífico y volvió al Perú, reincorporándose a la marina peruana. Formó parte de la dotación del monitor Atahualpa en la que tuvo destacada actuación en la defensa del puerto del Callao.
Cuando el presidente Mariano Ignacio Prado viajó a bordo del Paita en diciembre de 1879 con rumbo a Estados Unidos y Europa, para gestionar la remisión de armamentos, José Gálvez Moreno lo acompañó, conjuntamente con Jorge de Tezanos Pinto y Celso Zuleta, pero al llegar a Nueva York se enteraron de que el presidente había sido depuesto por la revolución de Nicolás de Piérola. Gálvez permaneció dos meses en Estados Unidos en comisión de servicio, y al retornar al Perú se embarcó nuevamente en el monitor Atahualpa, por disposición superior del 14 de marzo de 1880, a órdenes del comandante Juan José Raygada.

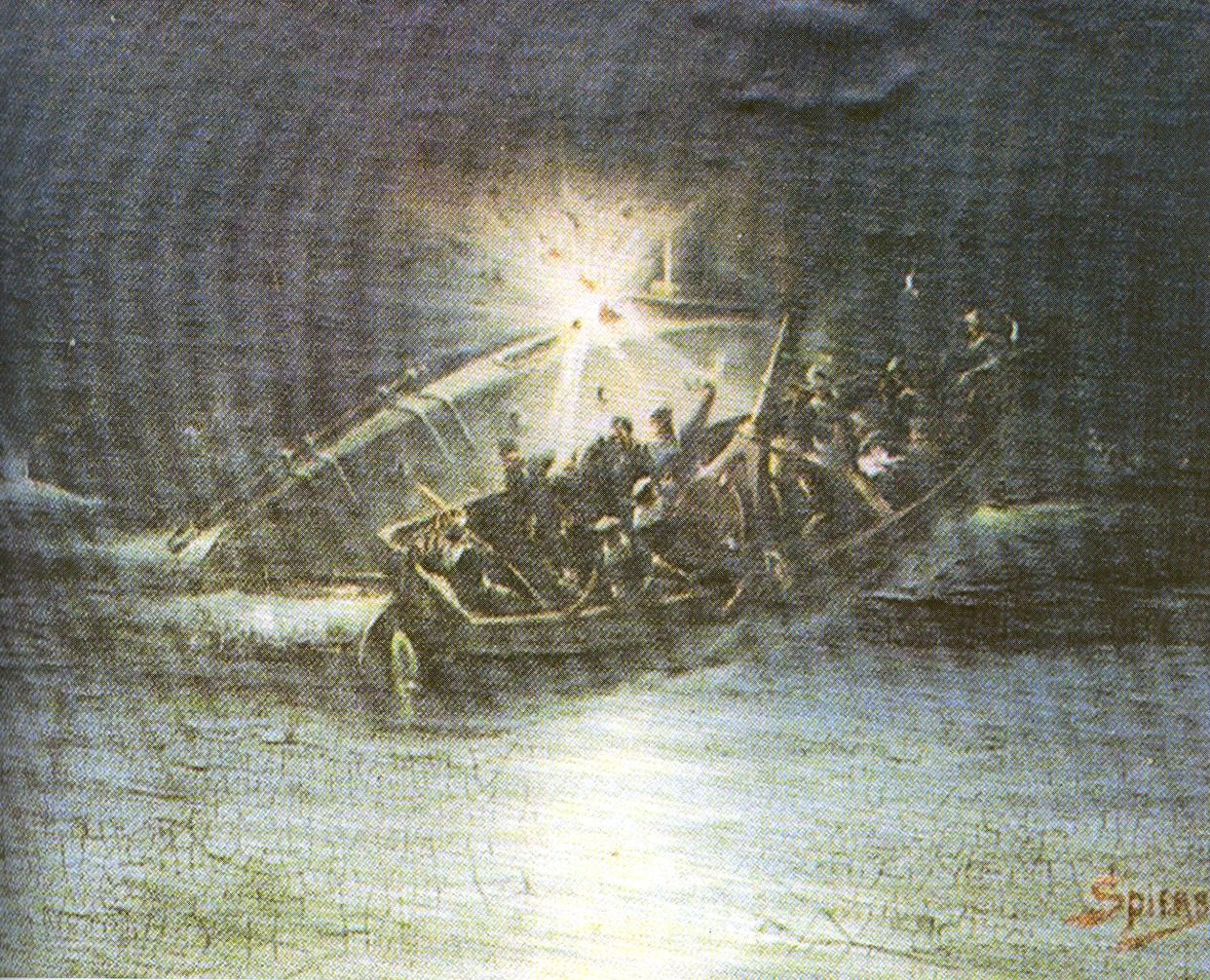
Combate del 25 de mayo de 1880 entre la torpedera chilena Janequeo y la lancha peruana Independencia, está comandada por José Gálvez.

Al aparecer la escuadra chilena en el Callao, desde el 10 de abril de 1880, el puerto quedó bloqueado, la plaza cortada en sus comunicaciones por la vía marítima, y sometida esta parte del litoral a la vigilancia enemiga. Al iniciarse los bombardeos el 22 de abril, José Gálvez participó activamente en la defensa. En la noche del 24 de mayo, fue destinado al servicio de ronda en la rada del Callao, a bordo de la lancha Independencia. Después de tres horas de patrullaje, cuando regresaba a su base, a las dos de la madrugada del día 25, trabó combate con las lanchas chilenas Guacolda y Janequeo. En estas circunstancias, el cañón de la Independencia se descompuso y la ametralladora se averió. La Independencia llevaba un torpedo de 100 libras de pólvora. En un instante el practicante de medicina Manuel S. Ugarte (Segundo al mando) aprovechando la agilidad y fortaleza que el deporte le había dado, cargó y lanzó el artefacto a la cubierta de la embarcación enemiga no sin antes haberlo encendido tras cortar la mecha con la ayuda del cabo Emilio San Martín; luego Gálvez de acuerdo a lo simultáneamente convenido hizo fuego sobre el torpedo, consiguiendo que estallara al segundo disparo. Como resultado, la Janequeo se hundió y la Independencia zozobró. Ugarte y San Martín (más próximos al estallido) murieron en el acto, mientras que a Gálvez la explosión le alcanzó en el aire y lo empujó al mar, siendo rescatado por el marinero Pedro Villanueva, que lo mantuvo a flote. Poco después llegó la otra embarcación chilena, la Guacolda, que recogió a los sobrevivientes.
Gálvez resultó gravemente herido y fue llevado a la cubierta del acorazado Blanco Encalada. Tenía el rostro y las manos quemadas, sin cabellos, la nariz y la clavícula rotas, y un fierro atravesado en el brazo. También sufría de ceguera temporal. Al saberse que se trataba del hijo del héroe del 2 de mayo, los chilenos no quisieron que muriera a bordo del buque insignia de la armada chilena, y lo devolvieron al Callao, canjeándolo por un prisionero chileno.  
Pero Gálvez se recuperó tras largo y cuidadoso tratamiento y por Decreto Supremo del 28 de mayo de 1880, suscrito por Nicolás de Piérola, se le otorgó la Cruz de Acero de segunda clase. Siguió luchando contra el invasor junto al general Andrés Avelino Cáceres en la Campaña de la Breña, formando parte de la famosa “ayudantina” o grupo de jóvenes oficiales que oficiaban de ayudantes del “Brujo de los Andes”. En 1882 fue ascendido a capitán de corbeta.
Fue elegido senador por el departamento del Cusco en el congreso reunido en Arequipa en 1883 por el presidente Lizardo Montero luego de la derrota peruana en la guerra con Chile.
Finalizada la guerra, Gálvez continuó actuando en la Marina de Guerra del Perú, alcanzando la clase de capitán de fragata en 1885. Estuvo nuevamente bajo las órdenes de Cáceres, esta vez durante la campaña constitucional de 1885 contra Miguel Iglesias, y se destacó en otra hazaña: encabezando a un puñado de jóvenes valientes se apoderó de una locomotora y diez vagones cargados de armas, municiones y víveres, en aldea de Chicla (25 de noviembre de 1885). En dicho capturado transporte, Cáceres marchó con sus tropas a Lima y derrocó a Iglesias.
Gálvez desempeñó también la Subprefectura e Intendencia de Policía de Lima y fue elegido diputado por la provincia de Hualgayoc.
Se suicidó en una de las salas del Club de la Unión, dejando una viuda (Enriqueta Evens Evens, de nacionalidad británica) y cinco hijos.